# Angel's Egg
Angel's Egg je studiové album skupiny Gong, vydané v prosinci 1973 u vydavatelství Virgin Records. Nahráno bylo v srpnu 1971 v mobilním studiu Manor v Pavillon du Hay ve Francii a následně mixováno ve studiu The Manor v Anglii. Producentem byla skupina Gong za pomoci Giorgio Gomelskyho. Jde o druhou část trilogie Radio Gnome; předcházelo album Flying Teapot (1973) a následovalo You (1974).

## Seznam skladeb
| Pořadí | Název                      | Autor                   | Délka |
| ------ | -------------------------- | ----------------------- | ----- |
| 1.     | Other Side of the Sky      | Tim Blake, Daevid Allen | 7:38  |
| 2.     | Sold to the Highest Buddha | Mike Howlett, Allen     | 3:10  |
| 3.     | Castle in the Clouds       | Steve Hillage           | 1:13  |
| 4.     | Prostitute Poem            | Gilli Smyth, Hillage    | 6:05  |
| 5.     | Givin My Luv to You        | Allen                   | 0:42  |
| 6.     | Selene                     | Allen                   | 3:42  |
| 7.     | Flute Salad                | (Didier Malherbe        | 2:46  |
| 8.     | Oily Way                   | Allen, Malherbe         | 3:01  |
| 9.     | Outer Temple               | Blake, Hillage          | 1:09  |
| 10.    | Inner Temple               | Allen, Malherbe         | 3:21  |
| 11.    | Percolations               | Pierre Moerlen          | 0:40  |
| 12.    | Love is How U Make It      | Moerlen, Allen          | 3:25  |
| 13.    | I Niver Glid Before        | Hillage                 | 5:37  |
| 14.    | Eat That Phone Book Coda   | Malherbe                | 3:10  |

## Obsazení
- Daevid Allen (Dingo Virgin) – zpěv, kytara
- Steve Hillage (Sub. Capt. Hillage) – kytara
- Didier Malherbe (Bloomdido Bad De Grass) – saxofon, flétna, hlasy
- Gilli Smyth (Shakti Yoni) – zpěv, hlasy
- Mike Howlett (T. Being esq.) – basso profundo
- Tim Blake (Hi T. Moonweed) – hlasy
- Pierre Moerlen (Pierre de Strasbourg) – bicí, vibrafon, marimba
- Mireille Bauer (Mireille de Strasbourg) – zvonkohra